# Фонтането По
Фонтанѐто По̀ (на италиански: Fontanetto Po; на пиемонтски: Fontanè, Фонтане) е село и община в Северна Италия, провинция Верчели, регион Пиемонт. Разположено е на 143 m надморска височина. Населението на общината е 1207 души (към 2010 г.).